# Okay Airways
Okay Airways (en chino, 奥凯航空公司; pinyin, Aòkǎi Hángkōng gōngsī) es una aerolínea china con sede en Pekín. Fue fundada en junio de 2004 y en febrero de 2005 recibió la licencia de explotación de la Administración de Aviación Civil de China (CAAC). Su vuelo inaugural fue el 11 de marzo de 2005, desde su base en Tianjín a Changsha, con 81 personas a bordo.
Sus vuelos fueron suspendidos durante un mes a partir del 15 de diciembre de 2008 debido a una disputa entre la compañía y sus accionistas.
Su hub principal es el Aeropuerto Internacional de Tianjín-Binhai en Tianjin.

## Destinos
Okay Airways opera vuelos de pasajeros desde Tianjin a Changsha, Chengdú, Haikou, Hangzhou, Harbin, Heféi, Jiamusi, Kunming, Nankín y Zhangjiajie.
Sus destinos de carga incluyen Pekín, Guangzhou, Hangzhou, Qingdao, Shenyang, Tianjin,  Dalian y Xiamen.

## Flota

### Flota Actual

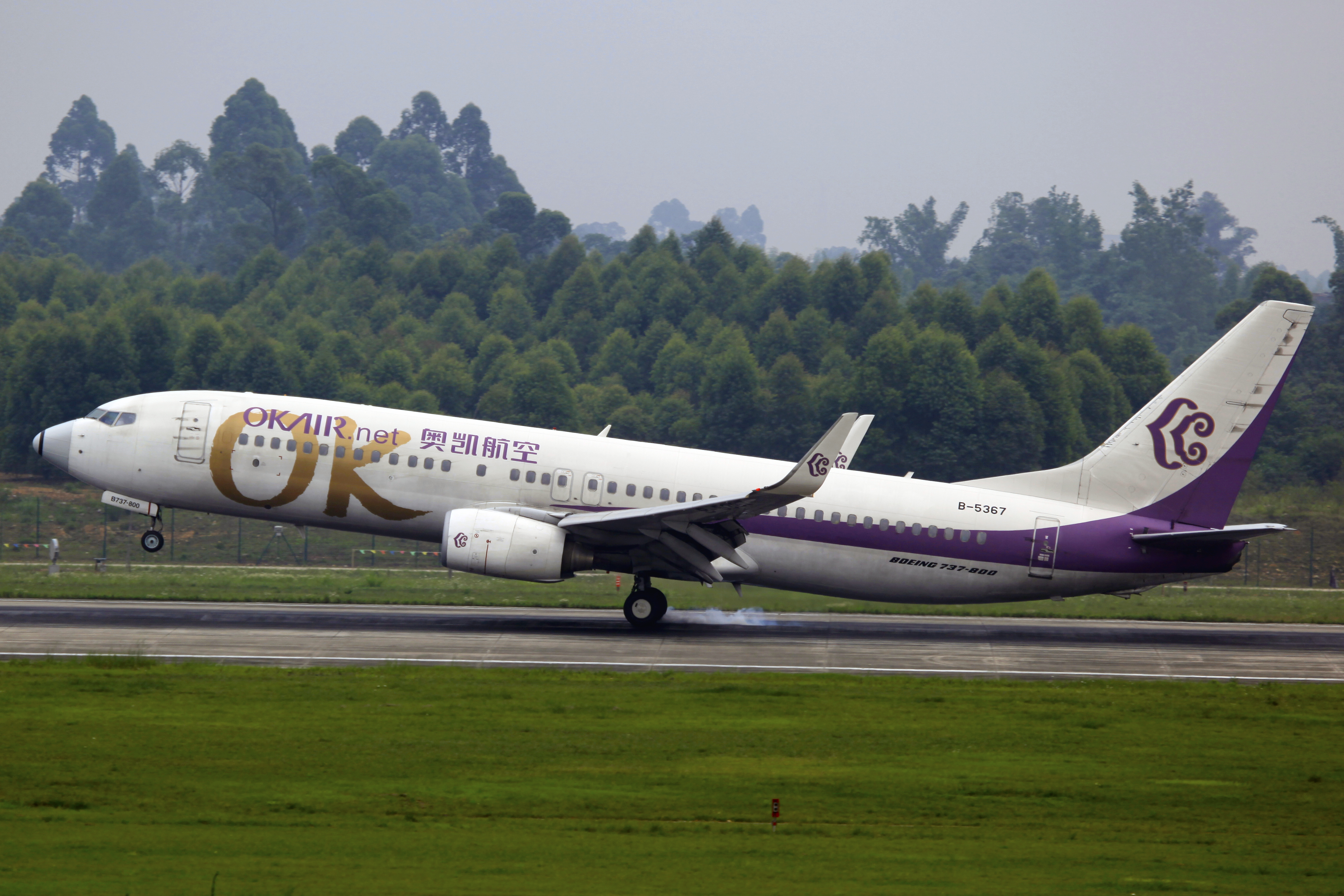
Boeing 737-800 de Okay Airways

La flota de Okay Airways incluye las siguientes aeronaves, con una edad media de 8,9 años (hasta agosto de 2023):
| Aeronave         | En servicio | Pedidos | Pasajeros |
| ---------------- | ----------- | ------- | --------- |
| Xian MA-60       | 13          | —       | 60        |
| Boeing 737-800   | 16          | —       | 177       |
| Boeing 737-9KFER | 6           | 3       | 200       |
| Total            | 35          | 3       |           |

En febrero de 2016 anunció de la ampliación de su flota con un prdido de 1 Boeing 737-900ER, 3 Boeing 737 MAX-9 y 8 Boeing 737 MAX-8 con 8 opciones adicionales: